# GS1-128

Przykład GS1-128

GS1-128 (dawniej UCC/EAN-128, EAN 128) - implementacja kodu kreskowego Kod 128. Używany głównie przez firmy transportowe oraz pakujące. Kod ten jest standardem wymiany prostych informacji pomiędzy przedsiębiorstwami. W przeciwieństwie do innych kodów, które tylko przechowują informacje, GS1-128 jest kodem samoopisującym się (tzn. zapisuje dane wraz z informacją o nich za pomocą identyfikatorów zastosowań IZ).
GS1-128 nie jest osobnym kodem kreskowym samym w sobie, jest to standard, definiujący formatowanie określonego typu danych.

## Budowa
Kod EAN-128 składa się z:
- lewego marginesu ("strefa ciszy")
- startowego kodu CODE 128 A, B lub C
- znaku funkcyjnego FNC 1
- danych (identyfikator IZ i dane)
- symbolu kontrolnego
- znaku stopu
- prawego marginesu ("strefa ciszy")

Kod EAN-128 zawsze po znaku startowym zawiera specjalny znak funkcyjny (FNC 1).  
W napisach pod kodem kreskowym identyfikatory zastosowań (IZ) zapisane są w nawiasach. W samym kodzie kreskowym nawiasy nie są zapisywane.